# دژ گویا
دژ گویا (پرتغالی: Fortaleza da Guia; چینی: 東望洋炮台) مجموعه‌ای نظامی متعلق به قرن هفدهم شامل استحکامات، نمازخانه و فانوس دریایی است که در منطقهٔ ساو لازارو در ماکائو قرار دارد. این مجموعه بخشی از یونسکو میراث جهانی مرکز تاریخی ماکائو محسوب می‌شود.
از سال ۲۰۱۰، منظرهٔ قلعه و فانوس دریایی توسط دفتر ارتباط دولت مرکزی جمهوری خلق چین در منطقه اداری ویژه ماکائو مسدود شده است. این موضوع از سوی شهروندان محلی و پژوهشگران مورد انتقاد قرار گرفت و به عنوان شاهدی بر بی‌توجهی دولت ماکائو به حفاظت از میراث در برنامه‌ریزی شهری تلقی شد.

## معماری

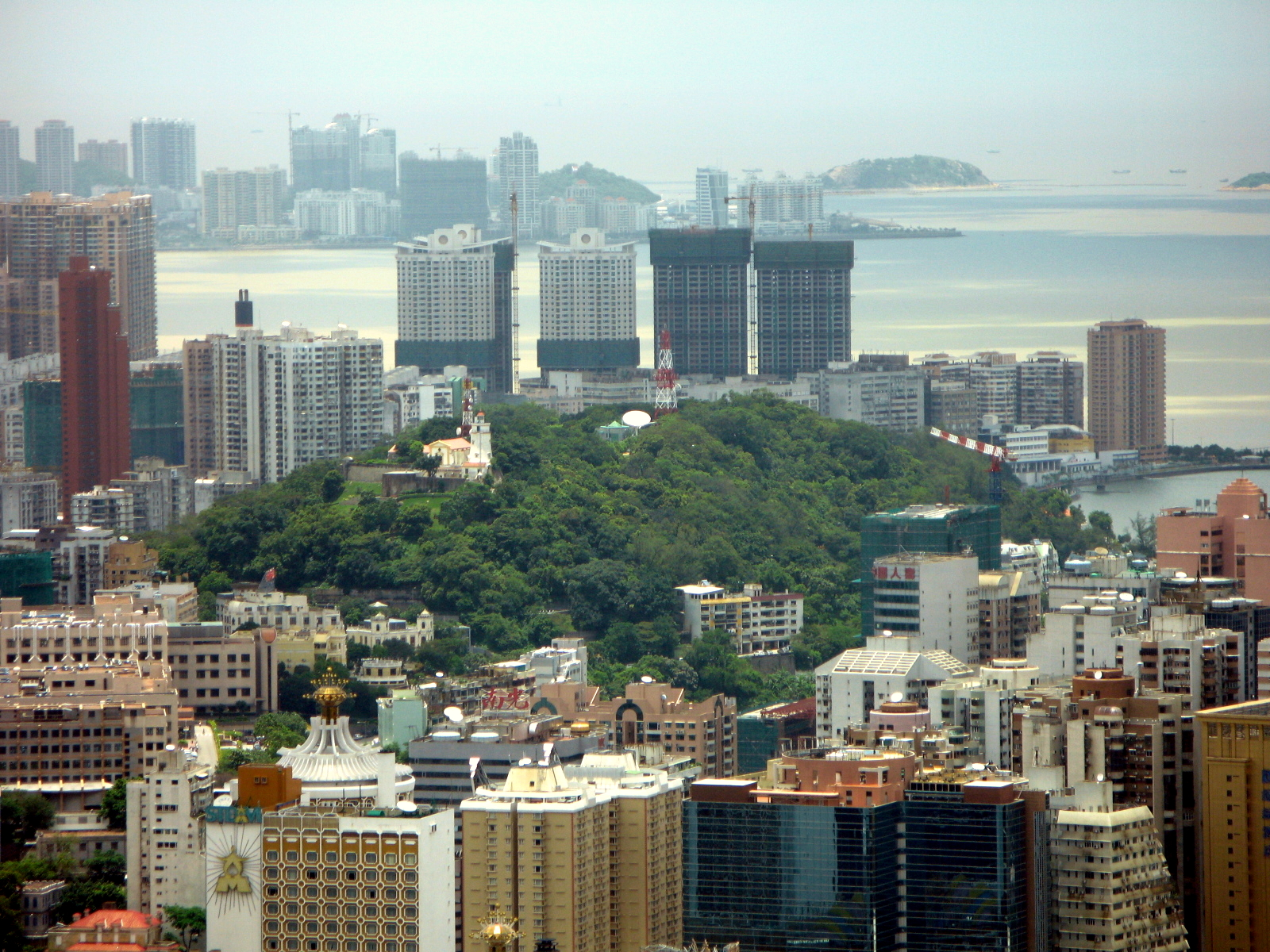
نمای دور از تپه گویا و قلعه گویا (وسط تصویر).

قلعه و نمازخانه بین سال‌های ۱۶۲۲ تا ۱۶۳۸ ساخته شدند. بخشی از قلعه پیش از تلاش ناموفق هلند برای تصرف ماکائو از پرتغال ساخته شده بود و موقعیت مناسبی برای دفاع در برابر حملات دریایی فراهم می‌کرد.

### فانوس دریایی
فانوس دریایی در سال‌های ۱۸۶۴ تا ۱۸۶۵ ساخته شد و نخستین فانوس دریایی به سبک غربی در خاور دور، جنوب شرق آسیا یا سواحل چین محسوب می‌شود. این فانوس بر روی تپه گویا، با ارتفاع ۹۱٫۴ متر (۳۰۰ فوت)، قرار دارد و نور آن در هوای صاف تا فاصلهٔ ۲۰ مایل (۳۲ کیلومتر) قابل مشاهده است. این مجموعه در بالاترین نقطهٔ شبه‌جزیره ماکائو ساخته شده و به نام تپه گویا نام‌گذاری شده است. امروزه این مکان یکی از مقاصد گردشگری است.

### نمازخانه
نمازخانه (به پرتغالی: Capela de Nossa Senhora da Guia؛ به چینی: 聖母雪地殿教堂) حدود سال ۱۶۲۲ در داخل قلعه گویا ساخته شد.
در سال ۱۹۹۸، طی کارهای مرمتی، فرسکوهایی در نمازخانه کشف شد که شامل مضامین غربی و چینی بودند.

## تهدید
در سال ۲۰۰۷، ساکنان ماکائو نامه‌ای به یونسکو نوشتند و نسبت به پروژه‌های ساختمانی اطراف میراث جهانی فانوس دریایی گویا (ارتفاع کانونی ۱۰۸ متر (۳۵۴ فوت))، از جمله دفتر دفتر ارتباط دولت مرکزی جمهوری خلق چین در منطقه اداری ویژه ماکائو (۹۱ متر (۲۹۹ فوت))، شکایت کردند. در پی این شکایت، یونسکو به دولت ماکائو هشدار داد که منجر به امضای اطلاعیه‌ای از سوی ادموند هو، مدیر اجرایی سابق، برای تنظیم محدودیت‌های ارتفاع ساختمان‌ها در اطراف این مکان شد.
در سال ۲۰۱۵، انجمن نیو ماکائو گزارشی به یونسکو ارسال کرد که نشان می‌داد دولت نتوانسته از میراث فرهنگی ماکائو در برابر تهدیدهای پروژه‌های توسعه شهری محافظت کند. یکی از موارد اصلی این گزارش، دفتر مرکزی دفتر ارتباط دولت مرکزی جمهوری خلق چین بود که در دامنه تپه گویا قرار دارد و دیدگاه قلعه گویا را که از نمادهای میراث جهانی ماکائو است، مسدود می‌کند. یک سال بعد، رونی آملان، سخنگوی خدمات مطبوعاتی یونسکو، اعلام کرد که این سازمان از چین اطلاعات خواسته اما هنوز پاسخی دریافت نکرده است.
در سال ۲۰۱۶، دولت ماکائو محدودیت ارتفاع ۸۱-متر (۲۶۶-فوت) را برای پروژه‌های مسکونی تأیید کرد که گفته می‌شود برخلاف مقررات ارتفاع ساختمان‌ها در اطراف فانوس دریایی گویا به‌عنوان یک میراث جهانی است.
Ming K. Chan استاد دانشگاه استنفورد و Eilo Yu استاد دانشگاه ماکائو اظهار داشتند که موضوع فانوس دریایی گویا نشان‌دهندهٔ بی‌توجهی دولت ماکائو به حفاظت از میراث در برنامه‌ریزی شهری است.